# Иж (приток Камы)
Иж (удм. Оӵ, тат. Иж) — река в Удмуртии и Татарстане, правый приток Камы.
С 1978 года является памятником природы регионального значения Татарстана.

## Этимология
Предположительно, топоформант «иж» («ыж») мог употребляться в древности как самостоятельное слово для обозначения водного источника. Такой же формант встречается в названиях географических объектов удмуртов, коми-пермяков и других народностей (реки Варыж, Ижма, Иж (приток Пижмы), сёла Иж и Ижевское).

## Характеристика

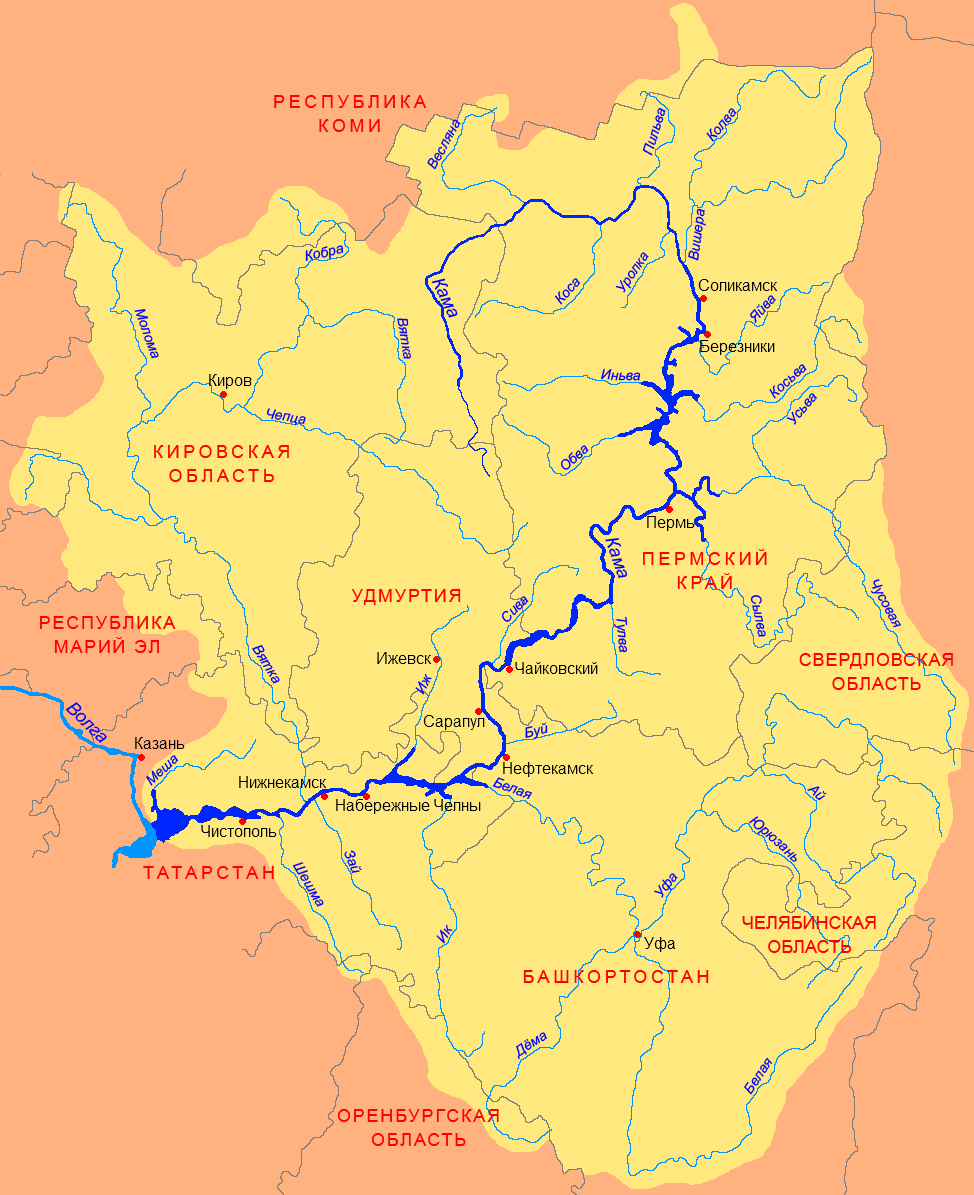
Бассейн Камы

Река образуется слиянием Большого и Малого Ижей, истоки которых находятся у деревни Малые Ошворцы на границе Игринского и Якшур—Бодьинского районов Удмуртии.
Длина реки — 237 км (включая Большой Иж — 259 км). Площадь водосбора 8510 км², в том числе выше Ижевского пруда — 1640 км².
Течёт от истока в южном направлении по территории Удмуртии и Татарстана (длина в Татарстане — 97 километров) и впадает в Каму в 124 км от её устья.
Устьевая часть реки затоплена водами Нижнекамского водохранилища. До образования водохранилища Иж впадал в Каму у с. Ижёвка (ранее называлось Ижевское Устье) Менделеевского района Татарстана.
Водосбор реки представляет собой возвышенную равнину, в рельефе которой выделяются Сарапульская (абсолютная высота 170—250 метров) и Можгинская (230—250 метров) возвышенности. Лесистость водосбора составляет 40 %.
Иж имеет смешанное питание, в летнюю межень — подземное.
Замерзание реки обычно начинается в конце первой декады ноября и длится 10 — 15 дней. Длительность ледостава приблизительно 3,5 месяца. Весенний ледоход от 4 до 6 суток, обычно происходит в конце первой декады апреля. За весеннее половодье (март — июнь) проходит приблизительно 58,8 % годового стока. Летняя межень устойчива.

## Притоки
Река Иж имеет 62 притока. Наиболее крупные из них:
Правые
- Бобинка (40,5 км);
- Агрызка (31,3 км);
- Постолка;
- Пироговка;
- Люк;
- Чур;
- Шабердейка (Щабердинка).

Левые
- Кырыкмас (100 км);
- Старая Кенка;
- Позимь;
- Вожойка.

## Населённые пункты
Крупнейший населённый пункт и единственный город на берегах реки — Ижевск, столица Удмуртии. Относительно крупными являются прибрежные посёлки Яган и Селычка в Удмуртии, д. Иж-Байки в Татарстане. Остальные населённые пункты на реке имеют население менее 100 человек.

## Данные водного реестра
По данным государственного водного реестра России относится к Камскому бассейновому округу, водохозяйственный участок реки — Иж от истока и до устья, речной подбассейн реки — бассейны притоков Камы до впадения Белой. Речной бассейн реки — Кама.
Код объекта в государственном водном реестре — 10010101212111100026890.

## Галерея

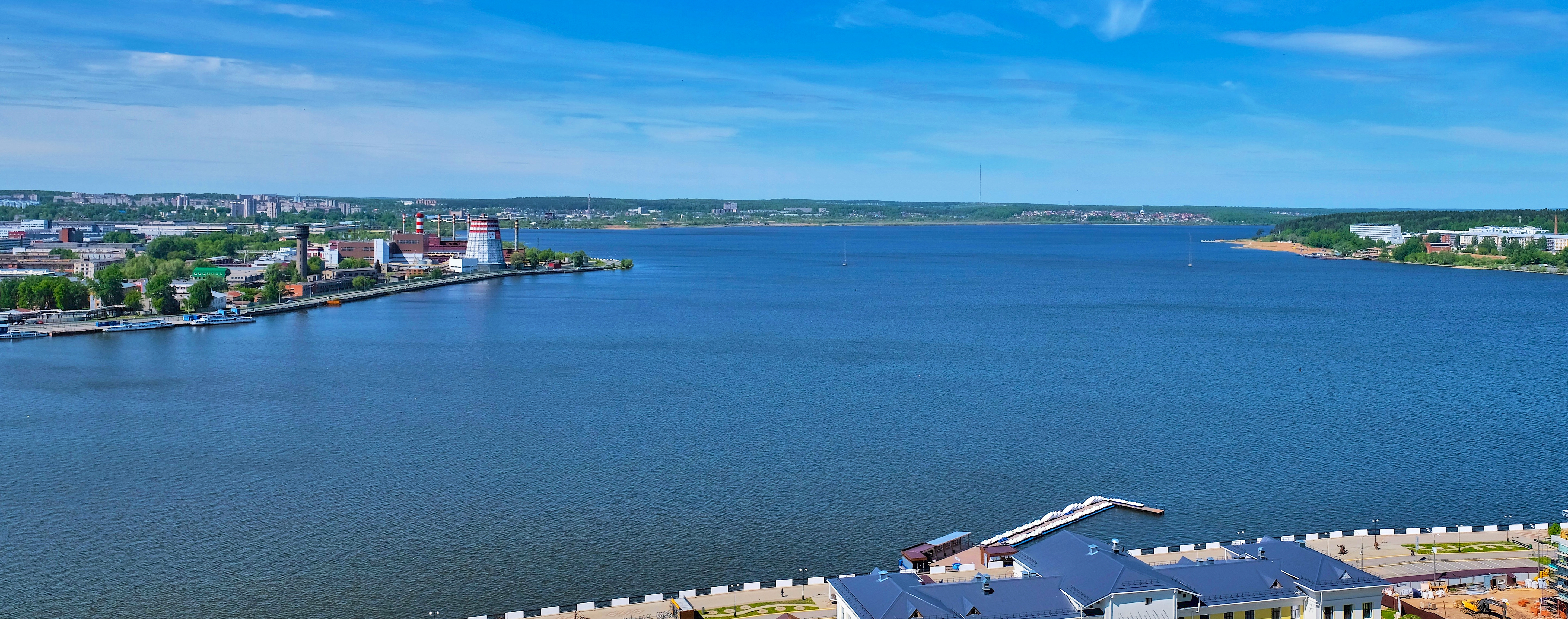
Вид на Ижевский пруд
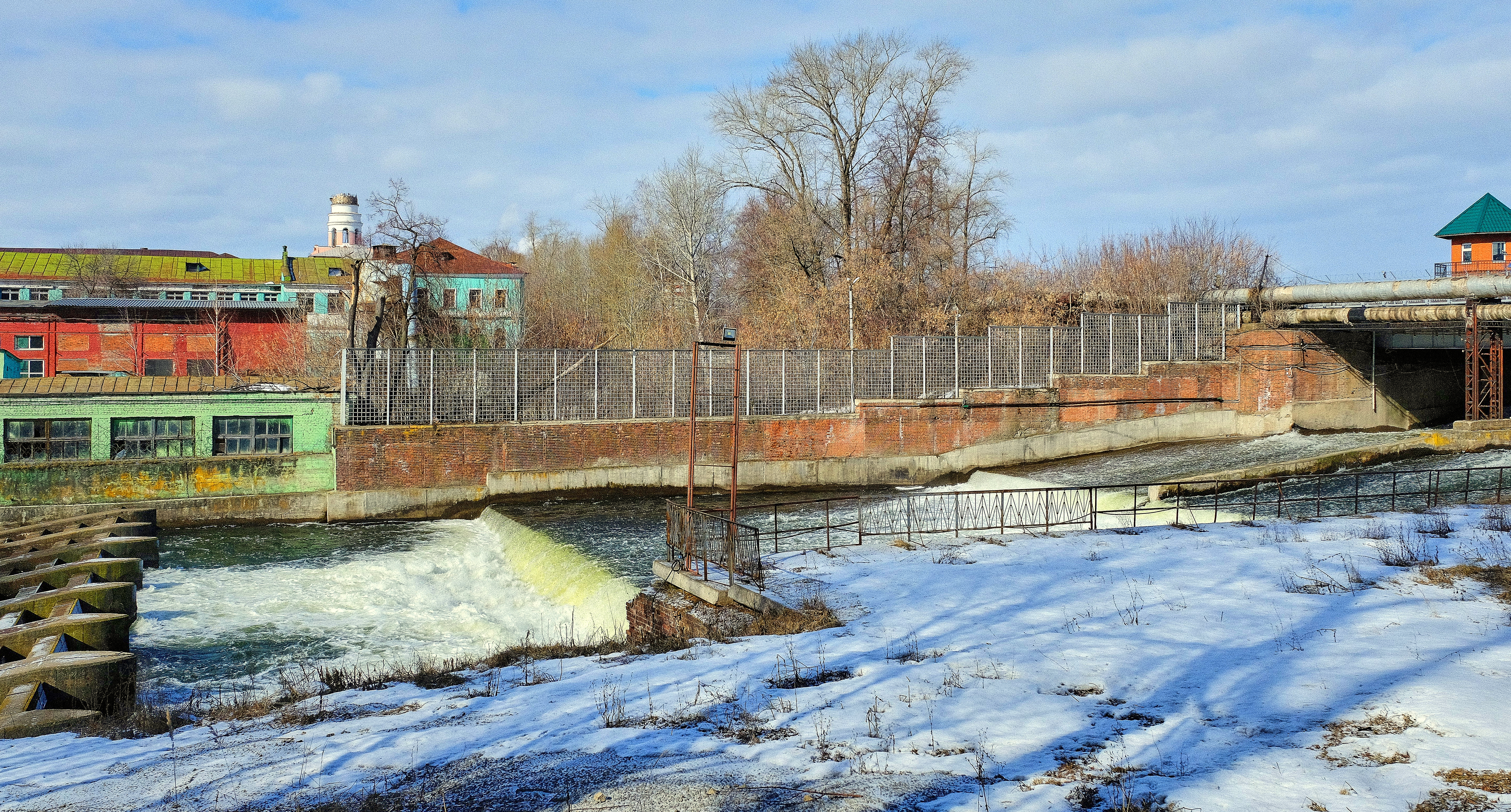
Плотина Ижевского пруда
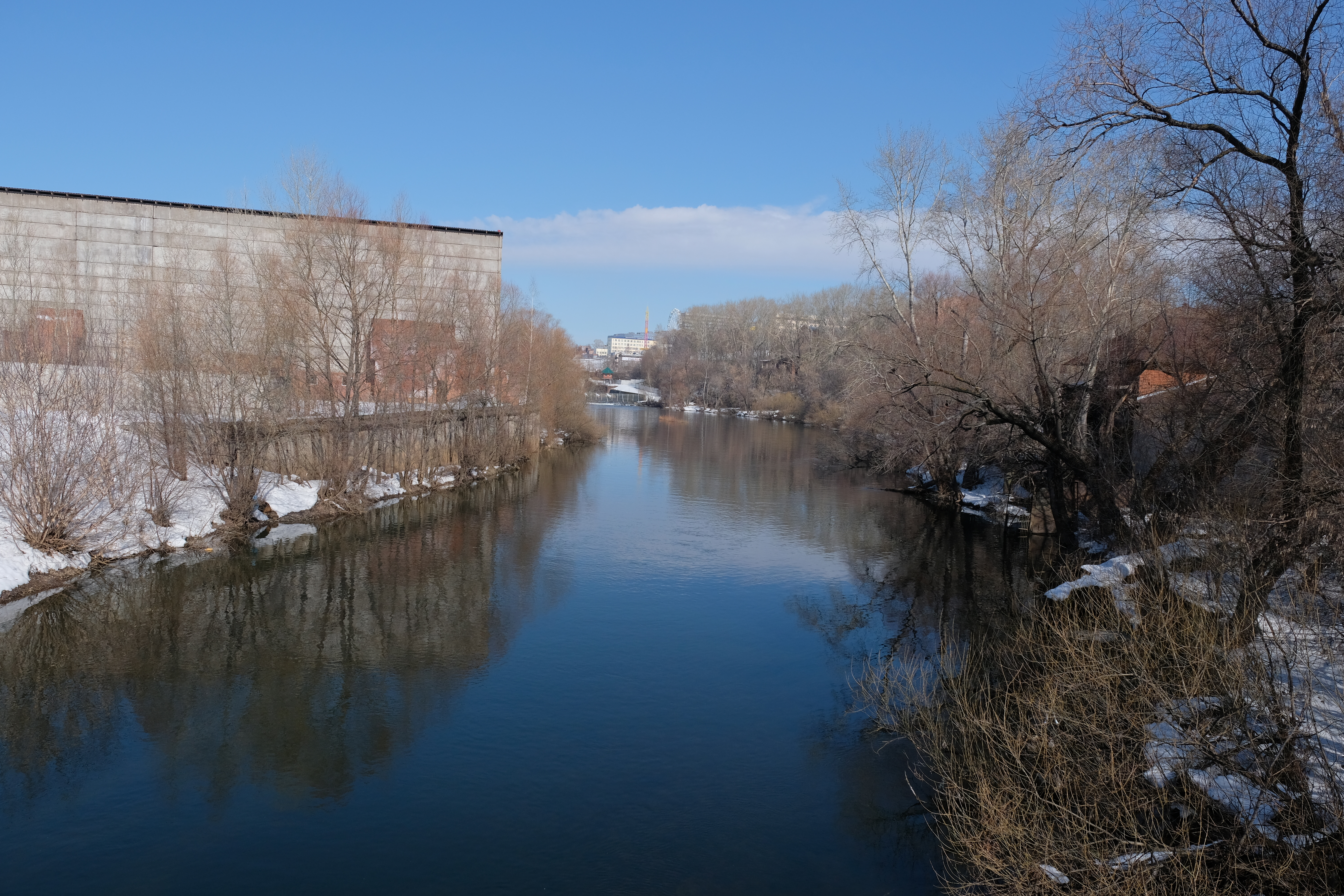
Иж после прохождения плотины
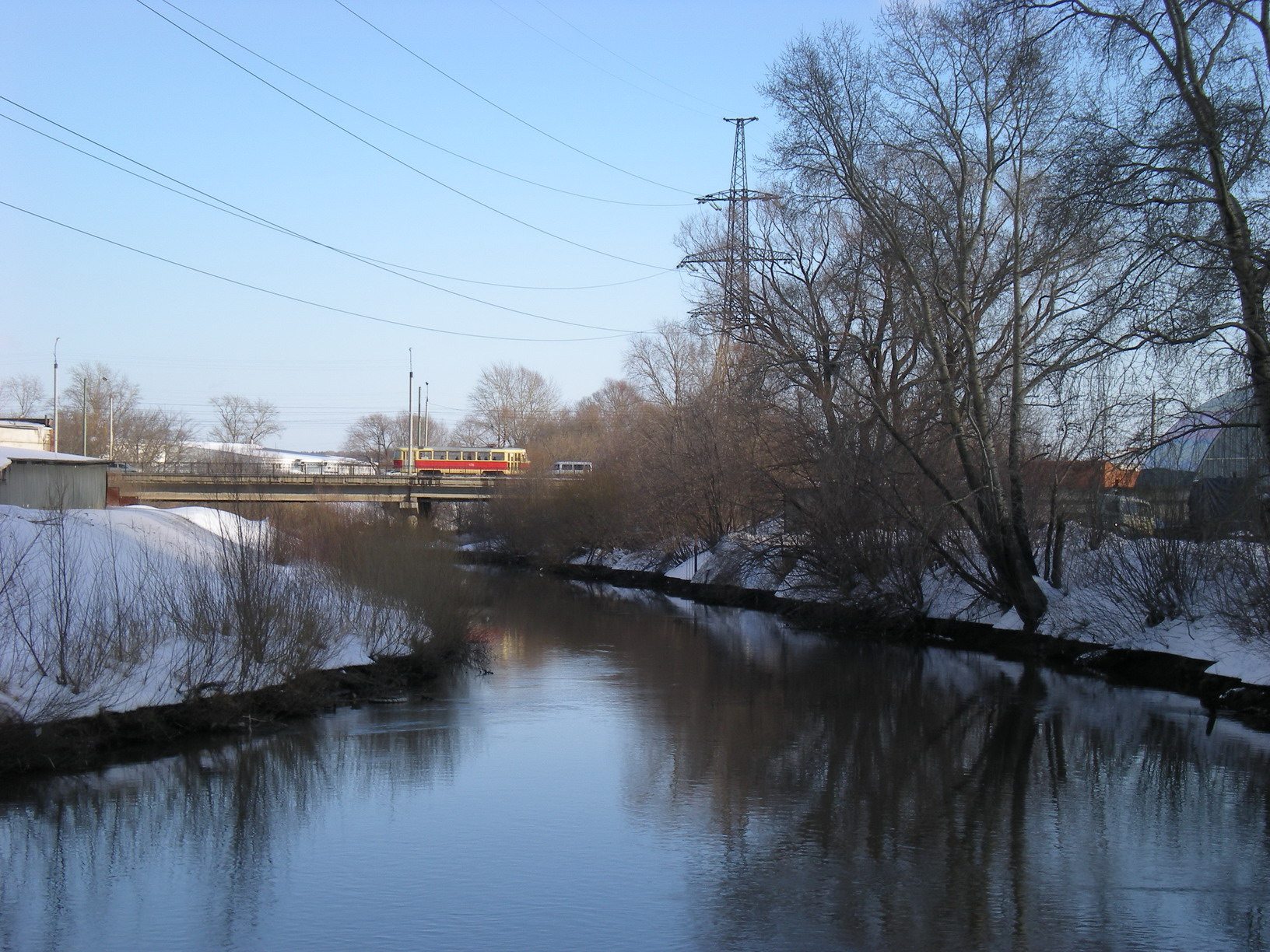
Мост через Иж на улице Магистральной в Ижевске
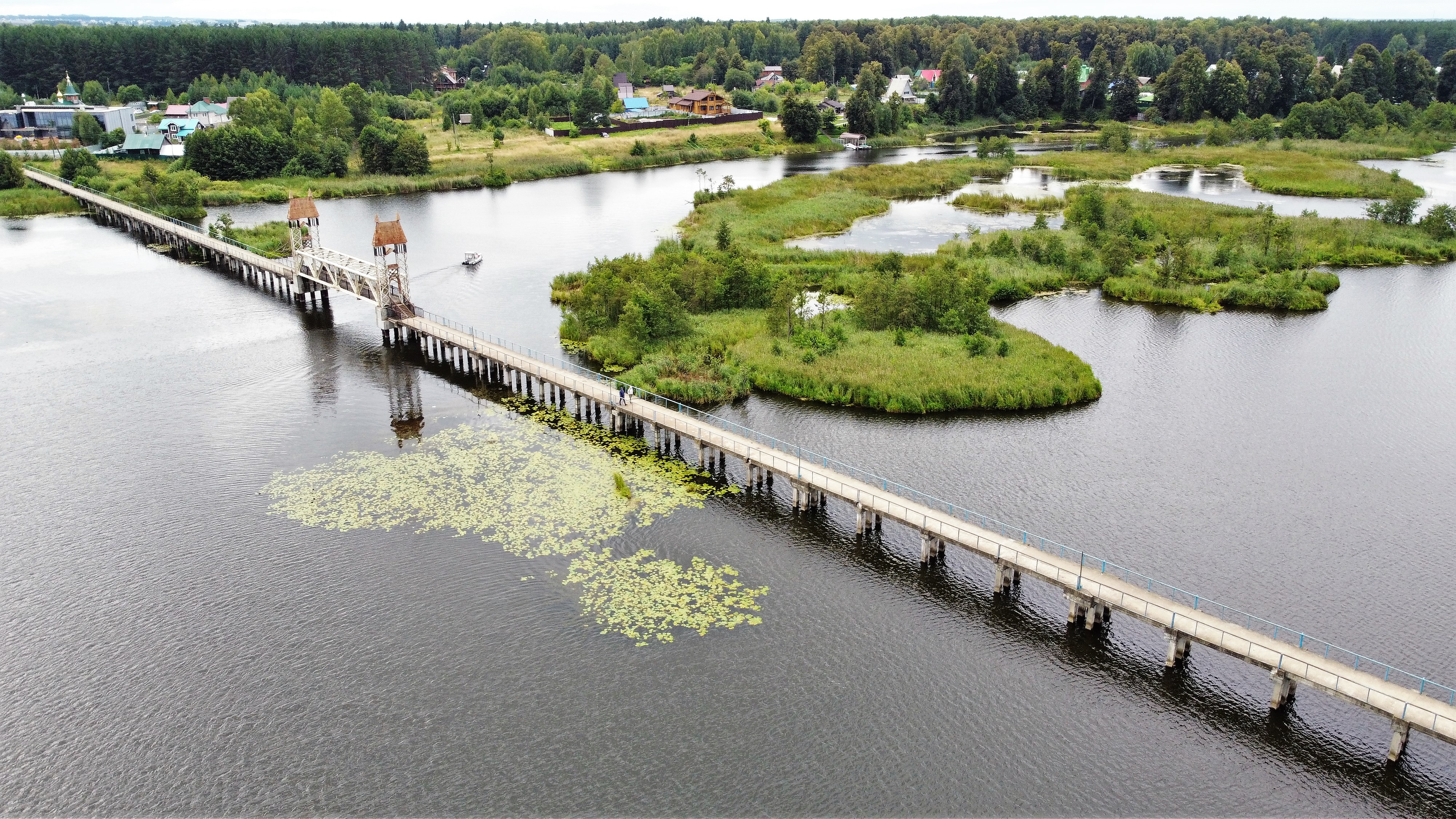
Мост через Иж в месте впадения в Ижевский пруд районе Воложки
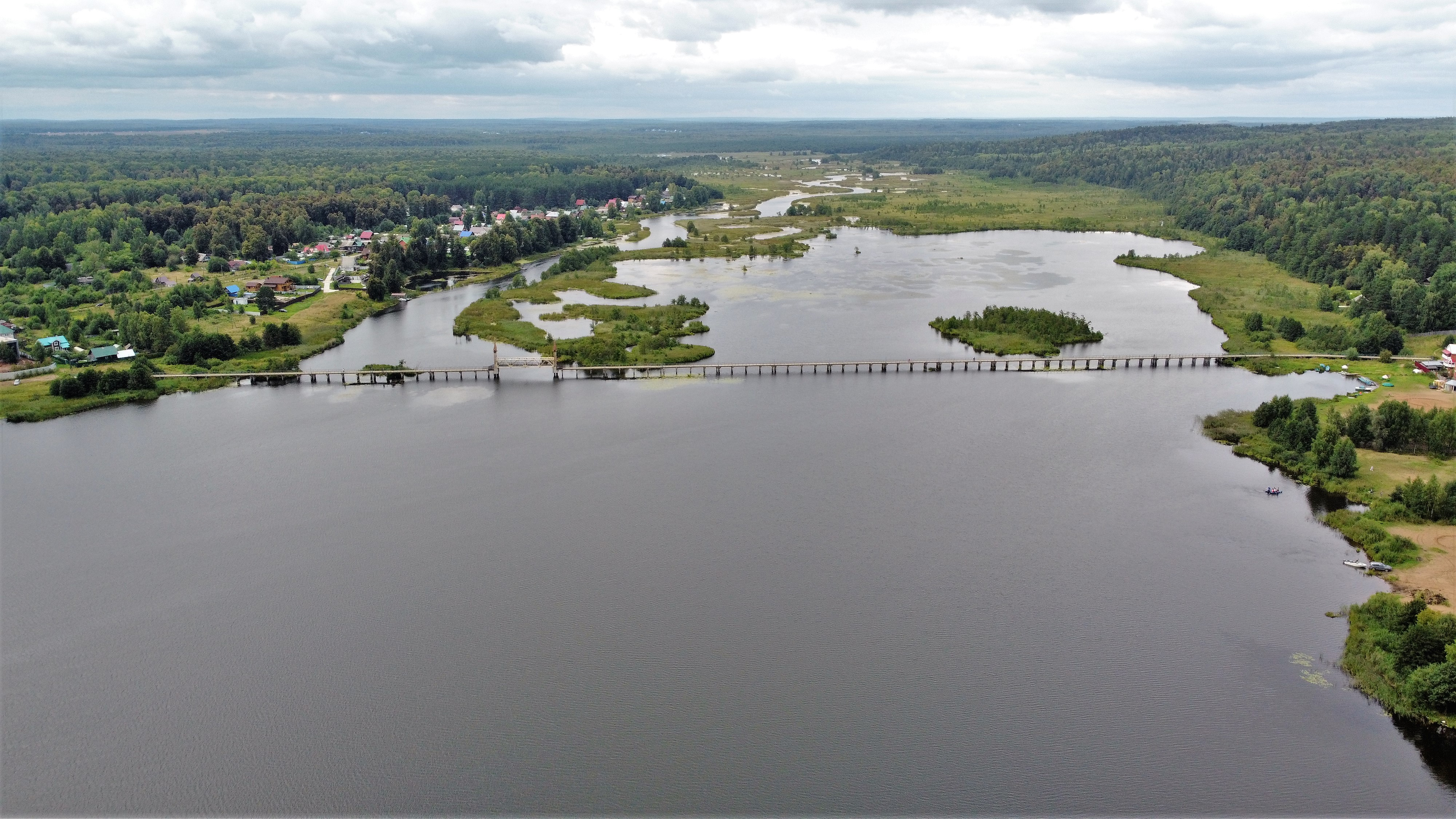
Место разлива Ижа в пруд в районе Воложки
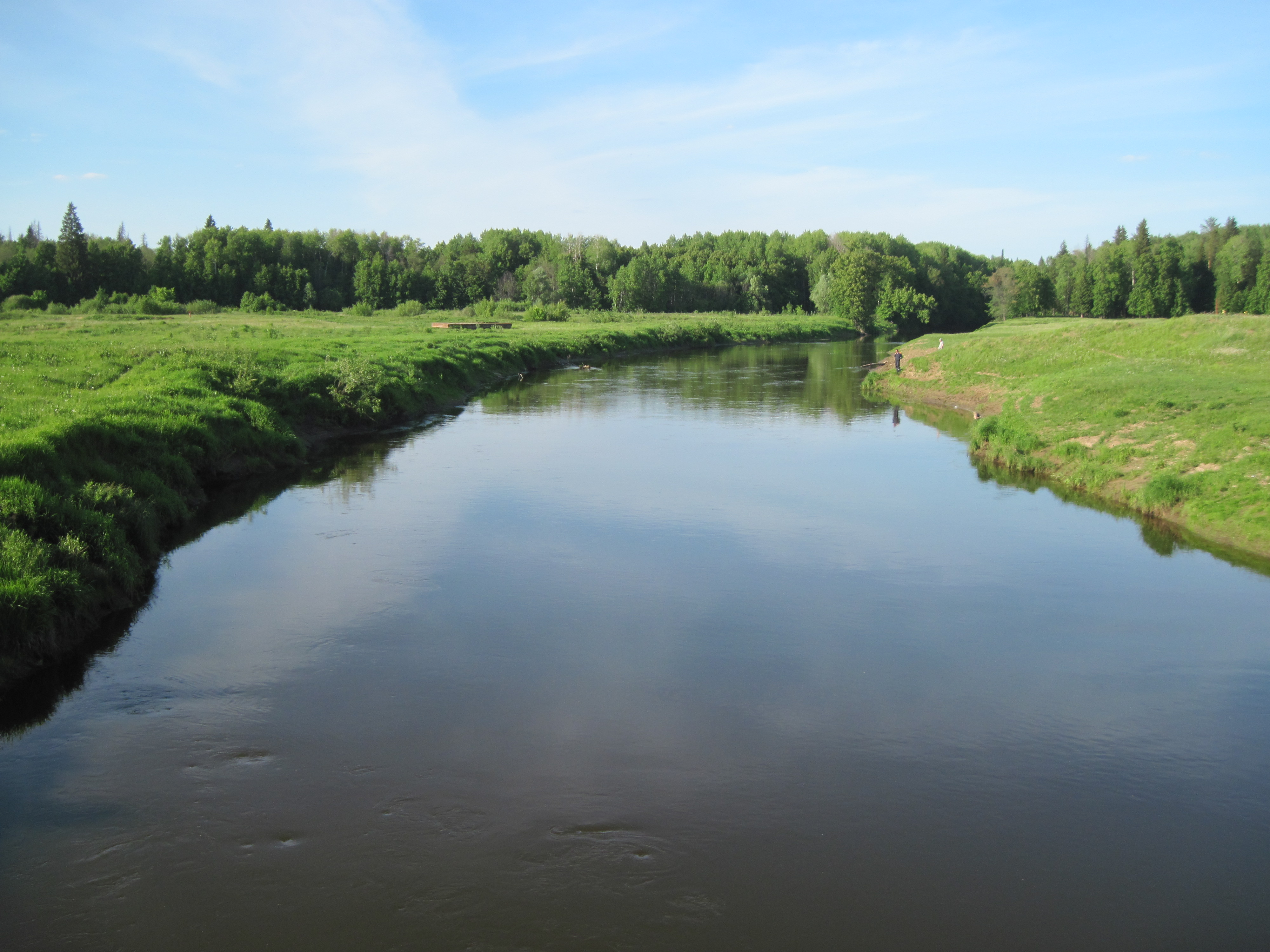
Иж около села Яган